# روزا نافارو
روزا نافارو (بالإسبانية: Rosa Navarro)‏ هي مصورة وفنانة تشكيلية كولومبية، ولدت في الثالث والعشرون من مارس عام1955 في بارانكيا، كولومبيا.